# متلازمة الهرس
متلازمة السحق وتسمى أيضا انحلال الربيدات الصادمة أو متلازمة بايووترز هو حالة طبية تتميز بصدمة كبيرة وأيضا بالفشل الكلوي بعد حدوث إصابة السحق إلى العضلات والهيكل العظمي.
إصابة سحق هو ضغط الأطراف أو أجزاء أخرى من الجسم مما يسبب تورم العضلات و/ أو اضطرابات عصبية في المناطق المتضررة من الجسم، في حين متلازمة السحق هي إصابة سحق موضعيه مع مظاهر جهازية. تحدث عادة في حالات الكوارث مثل الزلازل، للضحايا الذين حوصروا تحت البناء الذي سقط أو تحرك.
وضحايا إصابه سحق هي واحدة من أكبر التحديات في مجال الطب، ويمكن أن تكون بينها عدد قليل من الحالات التي تحتاج إلى الطبيب في هذا المجال. رده الفعل الأكثر جذرية لإصابه سحق عندما تقع كائنات ضخمة قد يؤدي إلى بتر العضو. حتى إذا كان من الممكن تخليص المصاب دون بتر، والإعداد النفسي المناسب للمريض يكون إلزاما: وحيث انخفاض ضغط الدم المسموح به هو المعيار للحصول على الرعاية قبل دخول المستشفى، وتروية السوائل في العضو هو شرط في متلازمة سحق.

## الفيسيولوجيا المرضية
تم اكتشاف متلازمة السحق من قبل الطبيب البريطاني إريك بايواترز في خلال 1941 لندن بليتز. وهي إصابة تروية تظهر بعد ازالة الضغط الساحق. ويعتقد ان آلية متلازمة السحق هي إعادة ضخ الدم وإطلاق منتجات انهيار العضلات في مجرى الدم وخاصة الميوجلوبين والبوتاسيوم والفوسفور والتي هي منتجات انحلال الربيدات)انهيار الهيكل العظمي والعضلات التي تضررت بسبب نقص التروية الدموية (.
والآلية ليست مفهومة على الكلى تماما، ولكن ربما يعود ذلك جزئيا إلى منتجات الكلى من الهيموجلوبين.
سيغو مينامي، وهو طبيب ياباني، ذكر متلازمه السحق لأول مرة في عام 1923. درس علم الأمراض من ثلاثة جنود قتلوا في الحرب العالمية الأولى بسبب قصور في الكلى. ناتج عن احتشاء الميثوهيمجلوبين، والناجمة عن تدمير العضلات، والتي ينظر إليها أيضا في الأشخاص الذين دفنوا أحياء. الفشل الكلوي الحاد التدريجي هو بسبب نخر أنبوبي حاد.
يمكن أن تحدث تأثيرات الجهازية الأكثر تدميرا عندما يتم الإفراج عن الضغط الساحق فجأة، دون الإعداد المناسب للمريض، مما يسبب متلازمة إعادة الضخ. دون الإعداد المناسب للمريض، مع السيطرة على الألم، قد تكون البهجة قبل التخلص منها، ولكن يموت بعد ذلك بوقت قصير وفجاءة. وهذا ما يسمى ب «ابتسامه الموت.»
وتحدث هذه الآثار النظامية أو الجهازيه من قبل انحلال الربيدات الصدمة. فعندما تموت خلايا العضلات، فإنها تمتص الصوديوم والماء والكالسيوم. انحلال الربيدات تعمل على إخراج البوتاسيوم، الميوجلوبين، الفوسفات، مجلط الدم، والكرياتين وكيناز الكرياتين
متلازمة المقصورة يمكن أن تكون ثانوية لمتلازمه السحق مراقبة لنوع 5 بورز:.:. ألم، شحوب، تذمل الجلد، الألم مع الحركة السلبي، وفقدان النبض

## العلاج
ونظرا لخطر متلازمة سحق، فإن التوصية الحالية لوضع الإسعافات الأولية)في المملكة المتحدة (هو عدم الإفراج عن ضحايا اصابات سحق الذين حوصروا لأكثر من 15 دقيقة ويتكون العلاج عن عدم الاستغناء عن وقف النزف وإعطاء سوائل زائدة للمريض مع إضافة ديكستران 4000 وحدة دولية والإفراج ببطء عن الضغط. إذا تم الإفراج عن الضغط أثناء الإسعافات الأولية ثم يتم تقييد السوائل والحفاظ على الرسم البياني لمدخلات ومخرجات المريض الحيوية، وخفض البروتين في النظام الغذائي.
أوصى مجلس الإنعاش الأسترالي مارس 2001 أن للمسعفين في أستراليا ان العملية امنة للقيام بذلك، ويتم الإفراج عن الضغط الساحق في أقرب وقت ممكن، وتجنب استخدام وقف النزف وباستمرار مراقبة العلامات الحيوية للمريض. سان جون الإسعاف ويتم التدريب على الإسعافات الأولية بنفس الطريقة.

## الإدارة الميدانية
كما ذكر، انخفاض ضغط الدم المتساهل ليس من الحكمة. خاصة إذا كان الوزن الساحق على المريض لأكثر من 4 ساعات، ولكن في كثير من الأحيان يستمر أكثر من ساعة واحدة، ومن الحكمة إعطاء حمل زائد للسوائل، فضلا عن حقن الوريد ب بيكربونات الصوديوم. ويدعو بروتوكول خدمات الطوارئ سان فرانسيسكو لجرعة الكبار الأساسية للبلعة 2 لتر من محلول ملحي تليها 500 مل / ساعة، محدودة ل «الأطفال المرضى والمرضى الذين يعانون من تاريخ ضعف القلب أو الكلى.»
إذا كان المريض لا يمكنه حمل السائل، هذا قد يكون مؤشرا لوقف النزف حتى يتم تطبيقه.

## الإدارة الأولية للمستشفى
الطبيب يجب أن يحمي المريض ضد هبوط ضغط الدم، الفشل الكلوي، حموضة الدم، فرط بوتاسيوم الدم ونقص كلس الدم. المريض المدخل إلى وحدة العناية المركزة، يفضل أن يُراقب من قبل أحد من ذوي الخبرة في مجال طب الصدمة، قد يكون مناسبا. حتى المرضى الذين يبدون في حاله جيده بحاجة إلى المراقبة. علاج الجروح المفتوحة حسب الاقتضاء جراحيا، مع التنضير والمضادات الحيوية والتيتانوس. وضع الثلج على المناطق المصابه.
إضافة الماء تصل إلى 1.5 لتر / ساعة وينبغي أن تستمر لمنع انخفاض ضغط الدم. خروج البول لايقل عن 300 مل /ساعه، ينبغي حفظه وموازنته مع السوائل الوريدية والمانيتول، ويطبق غسيل الكلى إذا لم يتم تحقيق هذا القدر من إدرار البول. استخدام بيكربونات الصوديوم عن طريق الوريد للحفاظ على درجة الحموضة البول بنسبة 6.5 أو أكثر، لمنع ترسب الميوجلوبين وحمض اليوريك في الكلى.
لمنع فرط بوتاسيوم الدم / نقص كلس الدم، والنظر في جرعات الكبار التالية:
- جلوكونات الكالسيوم 10% 10 ملي لتر أو كلوريد الكالسيوم 10% 5 ملي لتر عن طريق الوريد لأكثر من 2 دقيقة
- بيكربونات الصوديوم 1 مل مكافئ / كجم وريدي.. دفع بطيء
- الانسولين العادية 5-10 u
- 50% نسبه الجلكوز 1-2 امبولات وريدي
- كياكسالات)صوديوم (25-50 جرام مع السوربيتول 20% 100 ملي لتر عن طريق الفم أو الشرج.

وحتى مع ذلك، ا ضطرابات ضربات القلب قد تتطور. وينصح باستخدام راصد تخطيط القلب، ومن هنا علاج محدد يبدأ على الفور.